# Карлссон, Стина
Стина Карлссон (Бангбро-Стина) (швед. Stina Karlsson, полное имя Stina Ingeborg Karlsson, также известная как Bångbro-Stina; 1909—1982) — шведская музыкант, одна из самых выдающихся шведских аккордеонисток 1930—1940 годов.

## Биография
Родилась 25 февраля 1909 года в местечке Bångbro провинции Вестманланд в семье Карла Роберта Карлссона и его жены Анна София Карлссон. Согласно сообщению в газете Aftonbladet в 1935 году, девочка начала играть на аккордеоне уже в возрасте четырёх лет; и как только Стина окончила школу, она отправилась в тур по сельским районам Швеции. Игре на аккордеоне её научил брат Нильс Карлссон, и они вместе выступали в их родном регионе, а музыкальный талант Стина унаследовала от своего отца, который работал в Bångbroverken.
В 1920-х годах Стина познакомилась с Альбином Фернстрёмом, аккордеонистом и торговцем музыкальными инструментами в Филипстаде. Она переехала в этот город и устроилась продавцом в его магазин. Благодаря кругу знакомых Фернстрёма, Стина Карлссон смогла сделать карьеру, которая сделала её известной по всей Швеции и привела к национальным турам, выступлениям на радио и записи пластинок. В основном она выступала в качестве сольного исполнителя, но иногда в составе дуэта с Фернстрёмом и некоторое время гастролировала с аккордеонистом Андерсом Гранлундом, известным как «Эндрю Рассел» («Andrew Russel»). Также Стина Карлссон выступала и гастролировала в составе квартета аккордеонистов Kvartett Bångbro-Stina: Стина Карлссон и Альбин Фернстрём, усиленные Эриком Фернстрёмом и Брором Фиском.
Стина Карлссон дебютировала на радио в 1930 году. В том же году она записала свою первую пластинку, а с 1930 по 1938 год она вместе с Альбином Фернстрёмом принимала участие в записи в общей сложности 18 пластинок (согласно государственного архива SLBA), в том числе на студиях Polydor, Durium, Odeon и Sonora. Многие записи были оригинальными композициями Фернстрёма на слова его друга поэта Нильса Ферлина. Несколько записей они сделали в Лондоне. Карлссон стала единственной женщиной-аккордеонисткой, утвердившейся в первой половине двадцатого века. В дополнение к чистой аккордеонной музыке, она также сопровождала некоторых популярных исполнителей того времени в записях на пластинки, среди них — Артур Ролен и Герберт Ландгрен.
В 1930—1940 годах обычным событием на музыкальной сцене были соревнования по аккордеону. Эти конкурсы были важны для аккордеонистов, помогая им продвигаться по карьерной лестнице: они привлекали внимание и могли использоваться при рекламе туров и концертов. Стина Карлссон участвовала в нескольких аккордеонных конкурсах, в том числе в 1935 году в Svenska Mästerskapet (чемпионате Швеции) в Стокгольме, где она была единственной женщиной и заняла третье третье место, а также в 1936 году на чемпионате северных стран снова в Стокгольме. В женском чемпионате аккордеонистов Швеции 1944 года она заняла четвёртое место.
К концу 1940-х годов Стина Карлссон ушла из музыкальной сферы и стала вести уединенный образ жизни. Она покинула Филипстад в 1950-х годах и переехала в местечко Виби провинции Нерке. Там она работала домработницей у фермера Акселя Дальгрена, позже они поженились. После смерти мужа в 1963 году Стина Карлссон покинула Виби и переехала в соседний район Sköllersta, где снова стала домработницей у Джона Эрикссона, за которого также вышла замуж; с ним она прожила до своей смерти.
Умерла 18 октября 1982 года в районе Шёллерста лена Эребру.